# Camille French
Camille French (* 11. Juli 1990 in Hamilton als Camille Buscomb) ist eine neuseeländische Leichtathletin, die sich auf den Langstreckenlauf spezialisiert hat. Ihr Ehemann Cameron French war ebenfalls als Leichtathlet aktiv.

## Sportliche Laufbahn
Erste Erfahrungen bei internationalen Meisterschaften sammelte Camille French im Jahr 2007, als sie bei den Jugendweltmeisterschaften in Ostrava in 9:54,31 min den 13. Platz im 3000-Meter-Lauf belegte. 2009 begann sie ein Studium an der Purdue University in den Vereinigten Staaten und wechselte dann an die University of Waikato zurück in ihre Heimat. 2014 siegte sie in 1:15:50 h beim Auckland-Halbmarathon und im Jahr darauf nahm sie an der Sommer-Universiade in Gwangju teil und gewann dort in 16:03,72 min die Silbermedaille im 5000-Meter-Lauf hinter der Tschechin Kristiina Mäki. Anfang Oktober siegte sie dann in 1:14:20 h beim Hamilton-Halbmarathon sowie anschließend mit 1:16:06 h erneut beim Auckland-Halbmarathon. 2016 wurde sie dann dort mit 1:17:54 h Zweite und im Jahr darauf qualifizierte sie sich über 5000 und 10.000 Meter für die Weltmeisterschaften in London, bei denen sie über 5000 Meter mit 15:40,41 min in der Vorrunde ausschied und im 10.000-Meter-Lauf lief sie nach 33:07,53 min auf Rang 30 ein. 2018 belegte sie bei den Commonwealth Games im australischen Gold Coast in 15:55,45 min den zwölften Platz über 5000 Meter und gelangte mit 32:23,91 min auf Rang 14 über 10.000 Meter. Mitte Oktober wurde sie in 1:17:28 h Zweite beim Melbourne-Halbmarathon und kurz darauf siegte sie in 1:16:27 h beim Auckland-Halbmarathon.
2019 gelangte sie bei den Weltmeisterschaften in Doha bis ins Finale über 5000 Meter und belegte dort in 14:58,59 min den zwölften Platz und auch über 10.000 Meter gelangte sie mit 31:13,21 min auf Rang zwölf. 2020 siegte sie in 1:13:46 h erneut beim Auckland-Halbmarathon und im Jahr darauf siegte sie in 4:15,25 min im 1500-Meter-Lauf beim Sir Graeme Douglas International und nahm dann im Sommer über 5000 und 10.000 Meter an den Olympischen Spielen in Tokio teil. Über 5000 Meter schied sie dort mit 15:24,39 min in der Vorrunde aus und über 10.000 Meter belegte sie in 32:10,49 min Rang 19. 2024 wurde sie bei den Olympischen Spielen in Paris in 2:37:21 h 60. im Marathon.
In den Jahren 2014, 2016 und 2021 wurde French neuseeländische Meisterin im 5000-Meter-Lauf und 2012 siegte sie über 3000 Meter. Zudem wurde sie 2021 Landesmeisterin im 1500-Meter-Lauf.

## Persönliche Bestzeiten
- 1500 Meter: 4:12,30 min, 1. April 2021 in Melbourne
- Meile: 4:37,68 min, 3. Juli 2016 in Lokeren
- 2000 Meter: 5:57,35 min, 2. Juni 2018 in Florø
- 3000 Meter: 8:45,97 min, 16. Juli 2018 in Cork
- 5000 Meter: 14:58,59 min, 5. Oktober 2019 in Doha
- 10.000 Meter: 31:13,21 min, 28. September 2019 in Doha
- Halbmarathon: 1:09:59 h, 1. Juli 2023 in Gold Coast
- Marathon: 2:26:08 h, 3. Dezember 2023 in Valencia